# Manatha scotopepla
Manatha scotopepla är en fjärilsart som beskrevs av George Francis Hampson 1910. Manatha scotopepla ingår i släktet Manatha och familjen säckspinnare. Inga underarter finns listade i Catalogue of Life.